# Abandon (album de Deep Purple)
Abandon este un album al trupei Deep Purple lansat în 1998. 

## Tracklist
1. "Any Fule Kno That" (4:29)
2. "Almost Human" (4:26)
3. "Don't Make Me Happy" (4:56)
4. "Seventh Heaven" (5:25)
5. "Watching The Sky" (5:26)
6. "Fingers to The Bone" (4:47)
7. "Jack Ruby" (3:48)
8. "She Was" (4:19)
9. "Whatsername" (4:36)
10. "69" (4:59)
11. "Evil Louie" (4:56)
12. "Bludsucker" ( Ritchie Blackmore, Gillan, Glover, Lord, Paice ) (4:27)

- Toate cântecele au fost scrise de Ian Gillan, Steve Morse, Roger Glover, Jon Lord, Ian Paice cu excepția celor notate.

## Componență
- Ian Gillan - voce și voce de fundal
- Steve Morse - chitară
- Roger Glover - bas
- Jon Lord - orgă, claviaturi
- Ian Paice - baterie